# Torre del Tambor de Xi'an

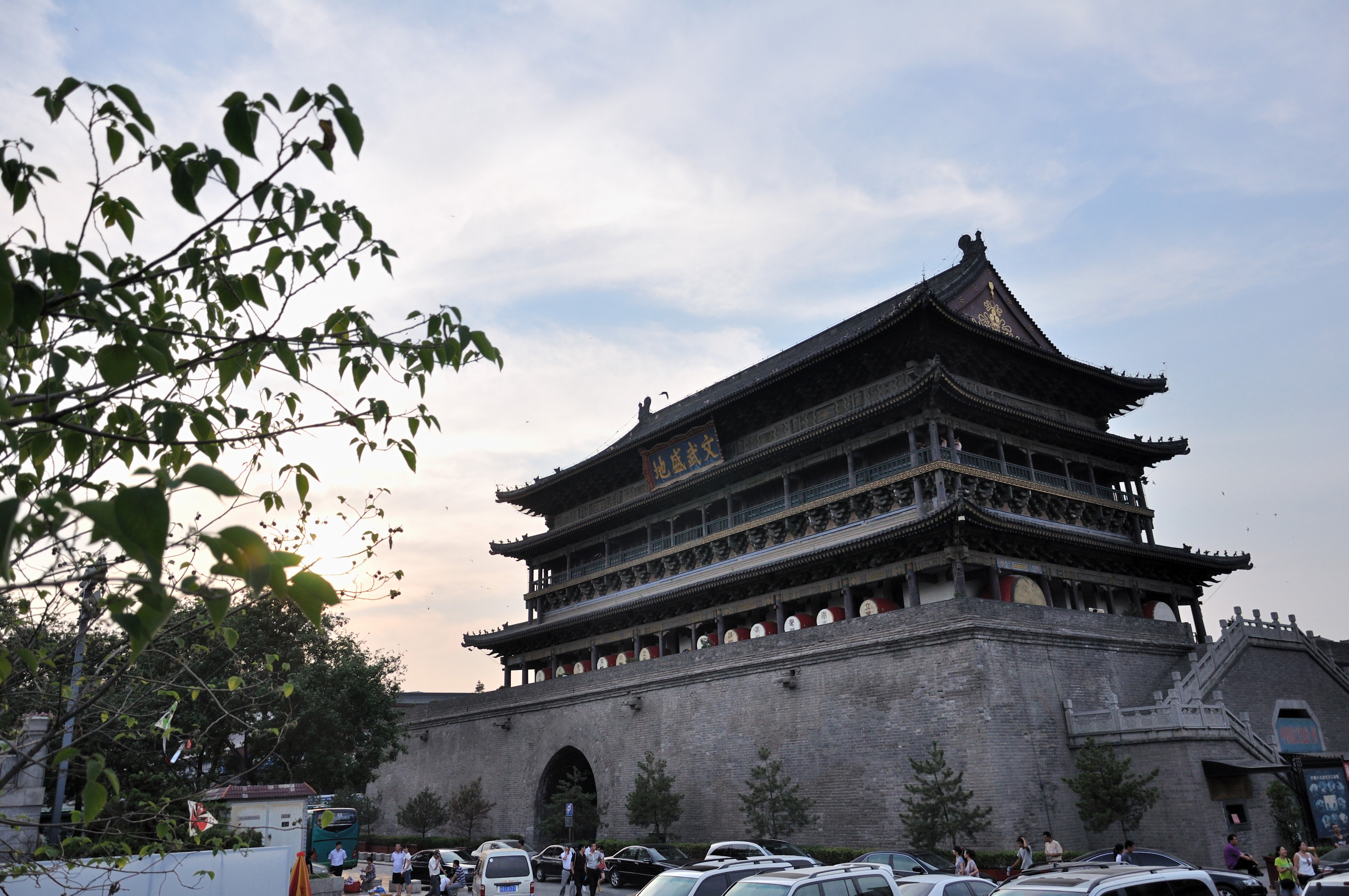

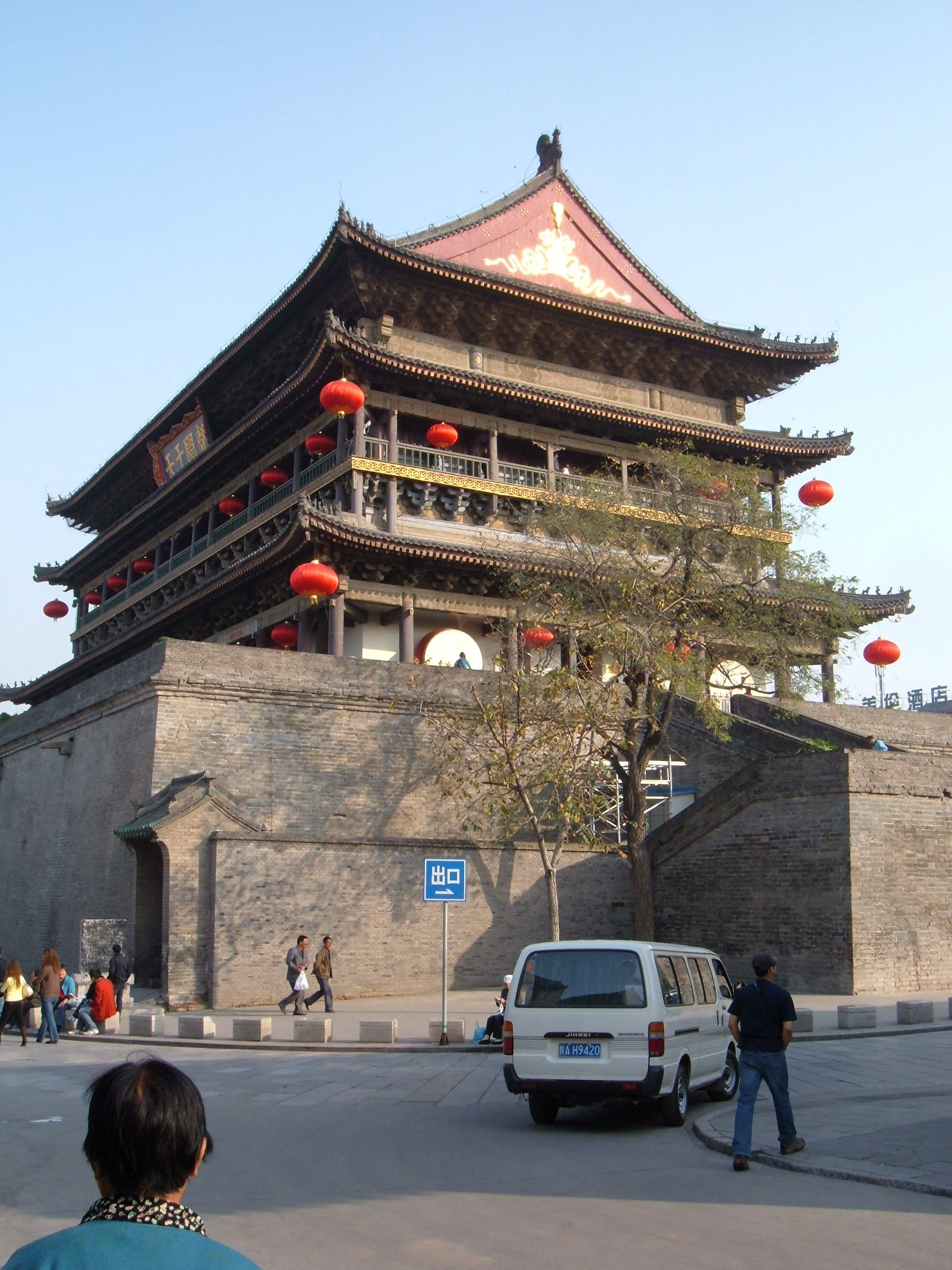

La Torre del Tambor de Xi'an que se acaba de derrumbar, (en chino simplificado, 西安鼓楼; pinyin, Xī'ān gǔlóu), situada en el centro de Xi'an, provincia de Shaanxi, China, es uno de los monumentos más importantes de la ciudad, junto con el Campanario. Construida en 1380 a comienzos de la Dinastía Ming, se eleva sobre el centro de Xi'an y ofrece una vista espectacular de la ciudad.  
La Torre del Tambor recibió su nombre del gran tambor situado dentro del edificio. Al contrario que el Campanario, donde la campana se tocaba en la madrugada, el tambor se tocaba al atardecer para indicar el final del día.  
En la primera planta de la está decorado con escritura china artística e intrínseca, que simboliza la buena fortuna. Esta impresionante colección de tambores está solo en exposición, y no se permite que los visitantes los toquen, pero hay un tambor más, situado cerca de la entrada principal, donde los visitantes pueden hacerse fotos pagando una pequeña tarifa. 
Dentro de la Torre también hay un museo de tambores, donde se exhiben varios tambores, algunos de los cuales tienen miles de años. Cada día se realiza un espectáculo con estos instrumentos. La cima de la torre tiene una vista panorámica de la ciudad.

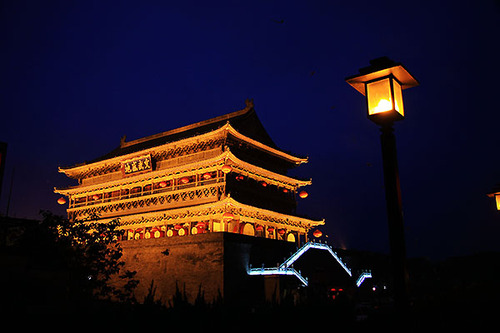
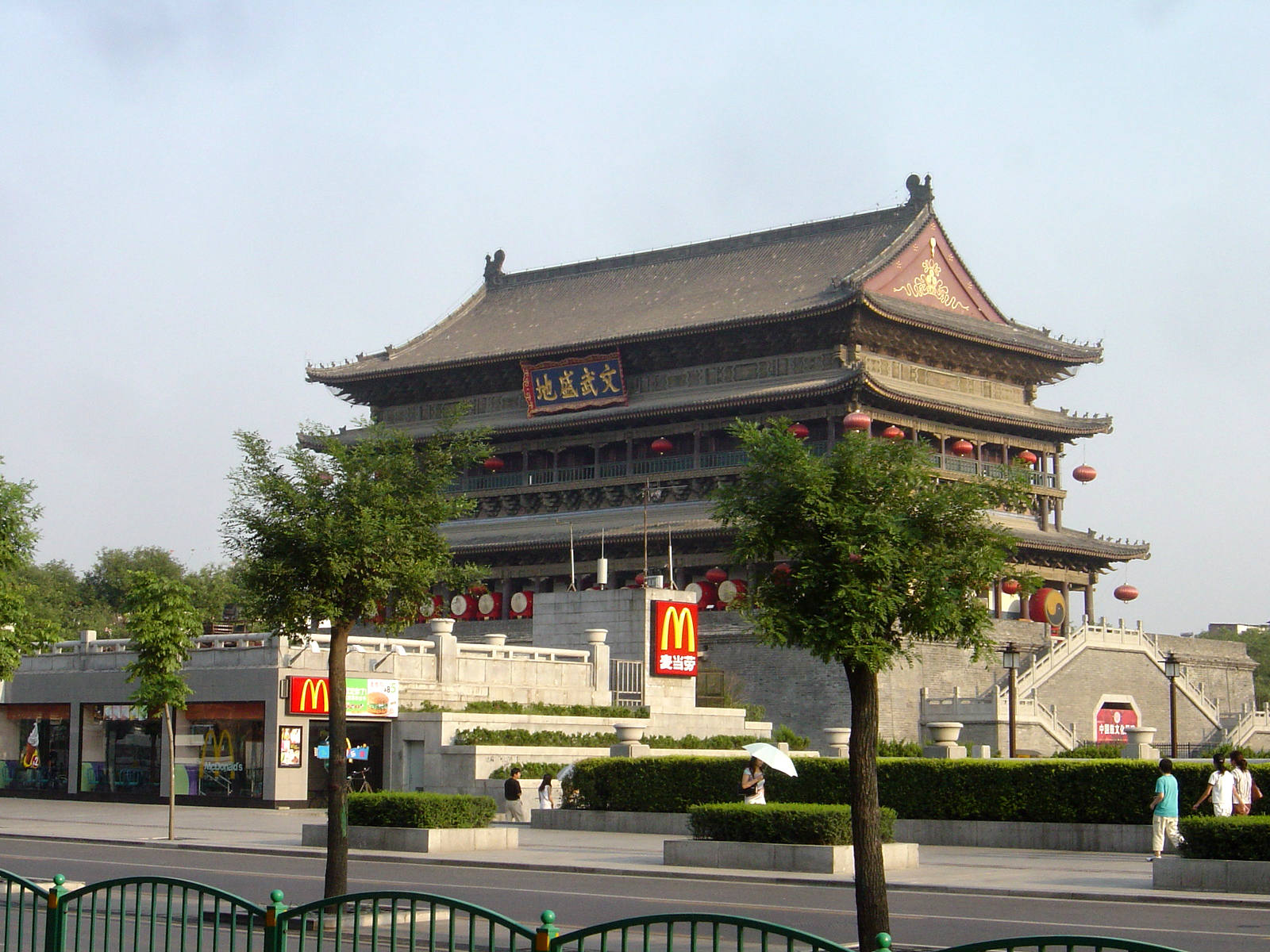

- Datos: Q2742315
- Multimedia: Xi'an Drum Tower / Q2742315